# Libřický tunel
Libřický tunel patří mezi železniční tunely na trati 210 z Prahy do Čerčan . Je to jeden z trojice tunelů trati 210, pro které se vžilo označení Davelské tunely. Byl postaven v roce 1881. Délkou 98,06 m se řadí mezi nejkratší železniční tunely v České republice. Libřický tunel je v katastru obce Oleško nedaleko městyse Davle. Ve směru na Čerčany je za železniční zastávkou Skochovice a před Davelským tunelem a před nádražím v Davli na pravém břehu Vltavy. U trati za jižním portálem Libřického tunelu je v prostoru bývalé železniční zastávky Libřice osazen kilometrovník 30,9. Do roku 1975 byla mezi Libřickým tunelem a Davelským tunelem železniční zastávka Libřice.
Zastávka byla zrušena 27. července 1975 v souvislosti se stavebními úpravami tunelů, které byly zvyšovány pro plánovanou elektrifikaci (dodnes nerealizovanou). Při stavebních úpravách byly k Libřickému i k sousednímu Davelskému tunelu přistavěny betonové portály, které výrazně změnily jejich vzhled v pohledu z kolejiště. Libřický tunel i další tunely na trati 210 (Jarovský tunel, Skochovický tunel, Davelský tunel, Pikovický tunel) patří k romantice trati nazývané Posázavský Pacifik.